# Khomeyn
Khomeyn (in persiano خمین‎) è una cittadina dell'Iran centrale, nella provincia di Markazi, capoluogo dello shahrestān di Khomeyn, si trova a circa 160 km da Qom e 323 km circa da Tehran. Nel 2006 la sua popolazione era di 64.031 abitanti.
La cittadina di Khomeyn è collocata a sud della provincia, in una pianura fertile. Il clima di Khomeyn è quello tipico collinare, con una certa inclinazione verso il clima semi-desertico. Gli inverni sono rigidi e le estati moderatamente calde. 
Il nome di Khomeyn viene per la prima volta ricordato nel capolavoro annalistico di Ṭabarī, dal titolo "Storia dei profeti e dei re" (Taʾrīkh al-rusul wa l-mulūk ). Canali sotterranei ( qanat ), sistemi fognanti e il suo famoso "tempio del fuoco" zoroastriano possono essere ricordati tra i resti di età preislamica che la cittadina può ancora mostrare. 
La cittadina è diventata famosa per aver dato i natali al Grande Ayatollah Ruhollah Khomeyni, guida spirituale della cosiddetta Rivoluzione Islamica in Iran alla fine degli anni settanta e la sua casa paterna è diventata perciò un importante monumento storico.